# Periclimenes uniunguiculatus
Periclimenes uniunguiculatus är en kräftdjursart som beskrevs av Bruce 1990. Periclimenes uniunguiculatus ingår i släktet Periclimenes och familjen Palaemonidae. Inga underarter finns listade i Catalogue of Life.